# Pont à haubans de la Sauga
Le pont  à haubans de la Sauga  (en estonien : Sauga vantsild) officiellement Pont piétonnier du vieux Pärnu  (en estonien : Vana-Pärnu jalakäijate sild) est un pont à haubans de Pärnu en Estonie.

## Présentation
Le pont à haubans enjambe la rivière Sauga et relie les rues Põllu tänav et Vana-Sauga tänav.
Le pont est situé à environ 1 km en amont de l'embouchure de la rivière Sauga.
La longueur du pont est d'environ 75 mètres.
Le pont a été inauguré le 2 novembre 1998.